# 逗子市立逗子小学校
逗子市立逗子小学校（ずししりつずししょうがっこう）は日本の公立小学校。神奈川県逗子市に校舎を構える。

## 沿革
出典
- 1872年（明治5年） - 逗子村菊池丈成宅で校舎を設置、逗子小学校と称する
- 1879年（明治12年） - 逗子村字出口に新校舎建築し、10月10日を創立記念日とする
- 1898年（明治31年） - 尋常高等小学校に改称
- 1912年（大正元年） - 校舎新築落成記念を5月25日に挙行、開校記念日とする
- 1922年（大正11年） - 逗子実科高等女学校を併設。逗子尋常小学校と改称
- 1941年（昭和16年） - 三浦郡逗子町立第一国民学校に改称
- 1943年（昭和18年） - 横須賀市立逗子国民学校に改称
- 1945年（昭和20年） - 併設女学校が独立して、横須賀市逗子高等女学校となる
- 1949年（昭和24年） - 創立77周年記念式典を行う。校歌制定
- 1950年（昭和25年） - 三浦郡逗子町立小学校に改称
- 2012年（平成24年） - 創立140周年を迎える

## 通学区域
出典
- 逗子1丁目～逗子7丁目
- 桜山1丁目
- 桜山2丁目
- 桜山5丁目525番地の1～526番地の12
- 桜山6丁目～桜山9丁目
- 新宿1丁目～新宿3丁目
- 新宿4丁目1番～新宿4丁目5番(新宿4丁目2番29号～新宿4丁目2番59号を除く。)
- 新宿4丁目6番38号～新宿4丁目6番42号
- 新宿5丁目

## 主な進学先
出典
- 逗子市立逗子中学校
- 逗子市立久木中学校

## 著名な出身者
- 平井竜一 - 元逗子市長
- 結城一朗 - 俳優 / のちに東京に転校
- 矢野義明 - 作曲家・ピアニスト
- 小川一平 - プロ野球選手
- 石原慎太郎 - 作家、衆議院議員、元東京都知事

## アクセス
出典
- JR逗子駅より徒歩6分
- 京浜急行逗子・葉山駅より徒歩4分